# Mulaj Ismail
Mulaj Ismail Ibn Šerif (arabsko مولاي إسماعيل بن الشريف) je bil drugi sultan Maroka iz rodbine Alavi, ki je vladal od leta 1672 do 1727, * okoli 1645, Sidžilmasa, † 22. marec 1727, Meknes. 
Bil je sedmi sin Mulaja Šerifa. Od leta 1667 do smrti svojega polbrata, sultana Mulaja Rašida leta 1672, je bil guverner province Fes in severnega Maroka. Po bratovi smrti je bil v Fesu razglašen za maroškega sultana. Več let je bil v sporu s svojim nečakom Mulajem Ahmedom ibn Mehrezom, ki se je imel za zakonitega dediča maroškega prestola. Spor se je končal z Ahmedovo smrtjo leta 1687. 
55-letna vladavina Mulaja Ismaila je najdaljša v maroški zgodovini. Imel je harem več kot 500 žensk in z njimi več kot 800 otrok, zaradi česar je bil eden najbolj osupljivih očetov v pisani zgodovini.
Vladavina Mulaja Ismaila je bila obdobje velike moči maroškega sultanata. Njegove vojaške uspehe je mogoče razložiti z ustvarjanjem močne vojske, ki se je prvotno zanašala na pleme Guišev, zlasti Udajev, in črno gardo (Abid al-Bukhari), temnopolte sužnje, ki so mu bili popolnoma predani. Na druga plemena, ki so se pogosto uprla, se ni preveč zanašal. 
Mulaj Ismail je poskušal razširiti svoje ozemlje proti Tlemcenu, vendar je bil v bitki z Alžirskim regentstvom pri Muluji leta 1692 poražen. Poskušal je zavzeti Oran, ki je bil pod špansko oblastjo, in imel nekaj uspeha pri prodiranju na ozemlje Alžirskega regentstva, dokler se alžirski beg Mustafa ni povezal s Španci in ga odbil. Sodeloval je  v magrebski vojni proti Alžirskemu regentstvu, bil uspešen pri osvajanju Zahodnega bejlika in celo oropal begovo palačo. Njegova vojska je bila nato v bitki pri Šelifu leta 1701 potisnjena nazaj na maroško ozemlje. Sodeloval je tudi v drugih manjših bitkah, kot je bila bitka pri Laghouatu leta 1708, v kateri je zmagal. Iz pristanišč Larache, Asilah, Mehdija in Tanger je pregnal Evropejce, ki so jih zasedli. Ujel je na tisoče kristjanov in skoraj zavzel Ceuto.
Ismail je nadziral floto korzarjev s sedežema v Salé-le-Vieuxu in Salé-le-Neufu (sedanji Rabat), ki ga je med svojimi napadi v Sredozemlju in vse do Črnega morja oskrbovala z evropskimi krščanskimi sužnji in orožjem. Vzpostavil je pomembne diplomatske odnose s tujimi silami, zlasti s Francoskim kraljestvom, Veliko Britanijo in Kraljevino Španijo. Zaradi njegove karizme in avtoritete so Mulaja Ismaila pogosto primerjali z njegovim sodobnikom Ludvikom XIV., Evropejci pa so ga zaradi njegove izjemne okrutnosti in izsiljevanj poimenovali »krvavi kralj«. V svoji domovini je bil znan kot »kralj bojevnik«.
Za svojo prestolnico je izbral tudi Meknes in začel tam graditi ogromno citadelo in kompleks palač ob starem mestu. V kompleksu je bilo več velikih rezidenc, vrtov, monumentalnih vrat, mošej in več kot štirideset kilometrov obzidja. 
Umrl je zaradi bolezni. Po njegovi smrti so njegovi podporniki postali tako močni, da so obvladovali državo in po svoji volji ustoličevali in odstavljali sultane.